# 女王花園群島
女王花園群島是古巴的群島，位於加勒比海，由約660座珊瑚島組成，行政方面由卡馬圭省和謝戈德阿維拉省負責管轄，面積2,170平方公里，是水肺潛水的熱門地點，該群島被劃為國家公園。

## 外部連結
- 60 Minutes segment on the reefs（页面存档备份，存于）
- Doce Leguas Labyrinth: a Community Offshore